# دومین آزمایش پرواز یکپارچه استارشیپ
دومین آزمایش پرواز یکپارچه (IFT-2) استارشیپ در ۱۸ نوامبر ۲۰۲۳ از سایت پرتاب اسپیس‌اکس استاربیس پرتاب شد. استارشیپ با موفقیت با قدرت تمام ۳۳ موتور رپتور در بوستر سوپر هوی پرتاب شد و از مرحله جداسازی عبور کرد. با این حال، بوستر در حین ورود مجدد دچار خرابی‌های متعدد موتور شد و منفجر شد، در حالی‌که استارشیپ به مدت بیش از ۸ دقیقه به پرواز ادامه داد و به ارتفاع ۱۵۰ کیلومتر (۹۳ مایل) رسید و سپس متلاشی شد.
در ۱۴ نوامبر ۲۰۲۳، خدمات ماهی و حیات وحش ایالات متحده بررسی زیست‌محیطی خود را به پایان رساند. اداره هوانوردی فدرال مجوز پرتاب خود را در ۱۵ نوامبر ۲۰۲۲ به این پرواز اعطا کرد.

## برنامه پرواز
برنامه پرواز استارشیپ این بود که از تأسیسات اسپیس‌اکس استاربیس در امتداد ساحل جنوبی تگزاس بلند شود و سپس یک مدار جزئی به دور زمین انجام دهد. سوپر هوی یک آب‌فرود برنامه‌ریزی شده در خلیج مکزیک داشت. سپس قرار بود فضاپیمای استارشیپ دوباره وارد جو شود و در اقیانوس آرام نزدیک هاوایی فرود بیاید.
| زمان      | رویداد                                                                      | ۱۸ نوامبر |
| --------- | --------------------------------------------------------------------------- | --- |
| −۰۲:۰۰:۰۰ | مدیر پرواز اسپیس‌اکس یک نظرسنجی انجام می‌دهد و بارگیری پیشرانه را تأیید می‌کند | موفق |
| −۰۱:۳۷:۰۰ | بارگیری پیشران سوپر هوی (اکسیژن مایع و متان مایع)                           | موفق |
| −۰۱:۱۷:۰۰ | بارگیری سوخت استارشیپ (متان مایع)                                           | موفق |
| −۰۱:۱۳:۰۰ | بارگیری اکسیدکننده استارشیپ (اکسیژن مایع)                                   | موفق |
| −۰۰:۱۹:۴۰ | خنک‌کننده موتور بوستر                                                        | موفق |
| −۰۰:۰۰:۱۰ | فعال سازی شعله گیر (سیستم سیل آب)                                           | موفق |
| −۰۰:۰۰:۰۳ | احتراق موتور بوستر                                                          | موفق |
| ۰۰:۰۰:۰۰  | پرتاب                                                                       | موفق |
| ۰۰:۰۰:۵۲  | فشار دینامیکیq (لحظه اوج فشار مکانیکی روی موشک)                             | موفق |
| ۰۰:۰۲:۳۹  | اکثر موتورهای بوستر خاموش می‌شود                                             | موفق |
| ۰۰:۰۲:۴۱  | احتراق موتور استارشیپ و جداسازی (هات استیجینگ)                              | موفق |
| ۰۰:۰۲:۵۳  | راه‌اندازی دوباره بوستر                                                      | احتراق دوباره بوستر در زمان ۰۰:۰۳:۱۸ به دلیل خرابی موتور متوقف شد و توسط سیستم خاتمه پرواز خودکار (AFTS) در زمان ۰۰:۰۳:۲۱ منهدم شد. |
| ۰۰:۰۳:۴۷  | خاموش شدن بوستر                                                             | — |
| ۰۰:۰۶:۱۸  | بوستر در حالت فراصوت است                                                    | — |
| ۰۰:۰۶:۳۰  | راه اندازی بوستر برای فرود                                                  | — |
| ۰۰:۰۶:۴۸  | آب‌فرود بوستر                                                                | — |
| ۰۰:۰۸:۳۳  | قطع موتور استارشیپ                                                          | استارشیپ هنگام قطع موتور منفجر شد                                                                                                   |
| ۰۱:۱۷:۲۱  | ورود مجدد استارشیپ در جو                                                    | — |
| ۰۱:۲۸:۴۳  | استارشیپ در حالت فراصوت است                                                 | — |
| ۰۱:۳۰:۰۰  | برخورد استارشیپ در اقیانوس آرام                                             | — |

## پرتاب
اولین تلاش پرتاب دومین آزمایش پرواز یکپارچه در ۱۸ نوامبر ۲۰۲۲، در طی یک پنجره ۲۰ دقیقه‌ای در ساعت ۸:۰۰ صبح به وقت شرقی، ۷:۰۰ صبح وقت مرکزی و ۱۳:۰۰ ساعت جهانی انجام شد. پرتاب در ابتدا برای ۱۷ نوامبر برنامه‌ریزی شده بود، اما به دلیل مشکل در محرک باله شبکه (Grid fin) که نیاز به تعویض داشت یک روز به تعویق افتاد.